# 公正与发展党
公正与发展党（阿拉伯语：‎，縮寫為PJD）是摩洛哥的一个中间偏右的伊斯兰主义政党，它曾是最大的反对党，在2011年11月的选举中成为国会的第一大党。

## 历史
该党于1967年由Abdelkrim Al Khatib创建。1998年改为现名。
2002年9月27日举行的国会大选中，该党获得325席中的42席名列第三位，赢得了大多数它所参选的地区。
2007年9月7日的国会大选中，该党赢得46席位居第二，次于获得52席的獨立党。
2008年7月20日，阿卜德里拉赫·本基拉纳接替Saadeddine Othmani成为该党的领导人。
2011年11月25日举行的国会大选中，该党获得107席成为第一大党（赢得60席的獨立党和52席的民族独立集会（National Rally of Independents）分别位居第二、三位）从而首次成为执政党。本基拉纳将于2011年12月就任摩洛哥首相，他表示正义与发展党“愿意与任何党”结成联盟以实现联合执政，他愿意调整计划以获得盟友支持。

## 政治纲领
该党受土耳其的正义与发展党的影响很大，是一个追求温和色彩的穆斯林政党。
该党支持和追求以下目标：
- 改革教育制度
- 提升与其他国家的经济合作
- 鼓励投资
- 增强民主和改善人权
- 大阿拉伯主义和穆斯林团结

## 選舉表現

### 眾議院
| 選舉年 | 總得票         | 得票率（%） | 席次      | 席次增減 |
| ------ | -------------- | ----------- | --------- | -------- |
| 1977   | 625,786 (#3)   | 12.40       | 44 / 264  | -        |
| 1984   | 69,862 (#8)    | 1.6         | 0 / 301   | ▼ 44     |
| 1993   | 沒有參與       | –           | 0 / 333   | -        |
| 1997   | 264,324 (#10)  | 4.1         | 9 / 325   | ▲ 9      |
| 2002   | ？ (#3)        | 12.92       | 42 / 325  | ▲ 33     |
| 2007   | 503,396 (#2)   | 10.9        | 46 / 325  | ▲ 4      |
| 2011   | 1,080,914 (#1) | 22.8        | 107 / 395 | ▲ 61     |
| 2016   | 1,618,963 (#1) | 27.88       | 125 / 395 | ▲ 18     |
| 2021   |                |             | 13 / 395  | ▼ 112    |